# 畢澤宇
畢澤宇（1893年—1968年1月8日）祖籍河北省宁津县（今属山东省），吉林将軍管轄区吉林副都統管轄区長春厅人，中華民国军事将领、政治家。

## 生平
毕泽宇15歳从長春府中学堂毕业。1911年（宣統3年）冬，毕泽宇乘辛亥革命之机，企图举兵占领黑龙江省哈尔滨，失敗被捕入獄。
翌年获释后，毕泽宇入奉天公立法政学校。1915年（民国4年）毕业後，任吴佩孚手下的参議处处長。后来，吴在中国国民党的北伐中敗北下野，毕泽宇也随之下野。
1937年（民国26年）抗日战争爆发，毕泽宇在冀南组织遊擊队。1939年（民国28年）2月，升任察哈爾省政府委員兼民政厅長（当時的察哈尔省主席为石友三）。4月赴重慶，在国民党中央訓練班第3期受訓。
1940年（民国29年）12月，任国民革命軍第六十九军軍長。1941年8月代理察哈爾省政府主席。1943年（民国32年）5月，任河北省政府委員。毕泽宇和教导师师长文大可在山东韩城率部投敌，改编为暂编第32师，文大可任师长，毕泽宇任汪伪军事委员会参议。
抗日战争勝利後，毕泽宇任吉林省臨時参議会議長。1947年（民国36年）11月当选行憲国民大会代表。8月，任哈尔滨市市長。第二次国共内战，他随国民党敗退台湾，继续任国民大会代表。
1968年（民国57年）1月8日，毕泽宇在台北市逝世。享年76岁。